# Sōsuke
Sōsuke ist ein japanischer Vorname.

## Namensträger
- Sōsuke Namiki (1695–1751), japanischer Bunraku- und Kabukiautor
- Sōsuke Uno (1922–1998), japanischer Politiker (LDP)